# Dobrepolje-Karstfeld

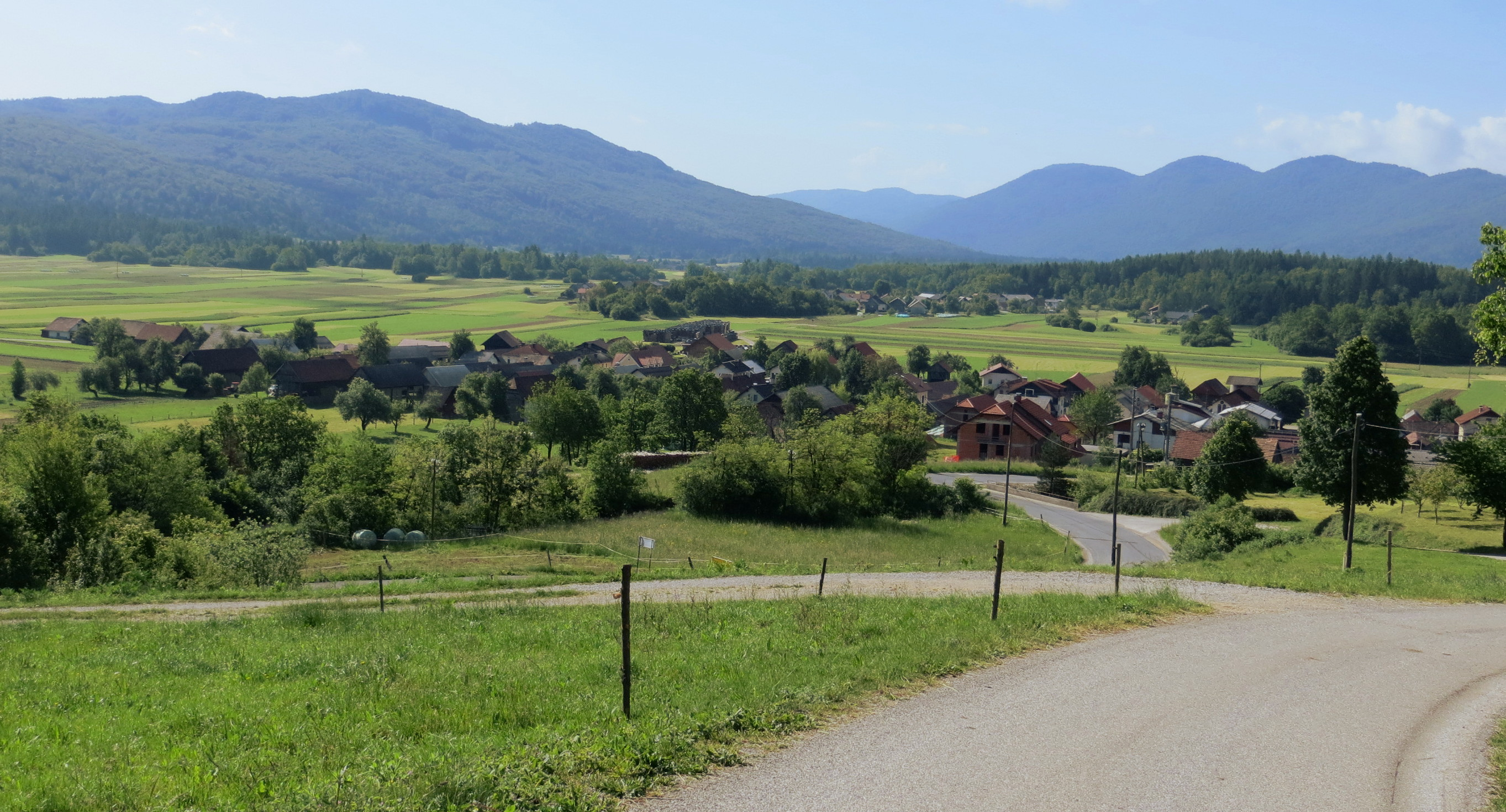
Dobrepolje-Karstfeld bei Zdenska vas (Gemeinde Dobrepolje)

Dobrepolje ist der Name eines trockenen Karstfeldes, 30 km südöstlich von Ljubljana auf dem Gebiet der Gemeinde Dobrepolje in der historischen Landschaft Unterkrain.
Zusammen mit dem Struška-Tal im Süden bildet das Dobrepolje-Karstfeld ein fast 15 km langes und bis zu 3 km breites Karstgebiet zwischen dem Bergzug Mala Gora im Westen und der Suho Krajina im Osten. 
Das Feld verfügt über keine dauerhaften Oberflächengewässer. Bei Trockenheit fließen die meisten kurzen Bäche unter der Erde. Auf dem Feld gibt es mehrere unterirdische Höhlen.